# 비히가현

비히가현

비히가현(Vihiga County)은 케냐를 구성하는 47개 현 가운데 하나로 현도는 비히가이며 면적은 531.3km2, 인구는 554,622명(2009년 기준)이다. 2013년에 실시된 행정 구역 개편에 따라 서부주에서 분리되어 신설되었다. 서쪽으로는 시아야현, 북쪽으로는 카카메가현, 동쪽으로는 난디현, 남쪽으로는 키수무현과 접한다.